# Comuna Antinacionalista Zamorana
La Comuna Antinacionalista Zamorana no existe, por ahora. Es conocida, principalmente, por la publicación de tres panfletos, editados por primera vez en París: el «Manifiesto de la comuna antinacionalista zamorana», en 1970, «De los modos de integración del pronunciamiento estudiantil», hacia 1973, y el «Comunicado urgente contra el despilfarro», en 1974. Hay un amplio consenso en que todos ellos fueron redactados por el pensador y literato español Agustín García Calvo durante su exilio en París, aunque parecen estar basados en los debates que tuvieron lugar en las tertulias políticas organizadas por él, en esa misma época, en un café del Barrio Latino. En cualquier caso, en estos panfletos aparece recogido lo más esencial del pensamiento político de Agustín García Calvo.
Fueron también publicados en España, a partir de la época de la transición, por las editoriales La Banda de Moebius y la Editorial Lucina (la primera edición española del «Manifiesto de la Comuna Antinacionalista Zamorana», publicada por La Banda de Moebius, fue secuestrada por un Juzgado de Orden Público, pero su difusión fue autorizada, posteriormente, cuando se supo que el autor o redactor de la obra era el catedrático recién retornado del exilio Agustín García Calvo.

«Se declara fundada por el presente manifiesto la Comuna Antinacionalista Zamorana (CAZ), que proclama como su función esencial combatir de hecho y de palabra (y tanto mejor si los hechos y las palabras tienden a confundirse) por la desaparición del Estado Español y del Estado en general (entidades ambas suficientemente definidas en su realidad abstracta y administrativa) y por la liberación de la ciudad y comarca de Zamora…»
Primer punto del Manifiesto de la C.A.Z.